# DSA-137
La DSA-137 es una carretera perteneciente a la Red Secundaria de la Diputación Provincial de Salamanca que une la  CL-510  con la localidad de Chagarcía Medianero.

## Origen y Destino
La carretera  DSA-137  tiene su origen en Horcajo Medianero en la intersección con la carretera  CL-510 , y termina en el casco urbano de Chagarcía Medianero, formando parte de la Red de carreteras de Salamanca.